# Antonio de Padilla y Meneses
Antonio de Padilla y Meneses (Talavera de la Reina, ? - Badajoz, 7 de noviembre de 1580) fue un jurista y hombre de estado español.
Estudió en el Colegio del Arzobispo de la universidad de Salamanca, del que llegó a ser catedrático. Posteriormente fue oidor de la Chancillería de Valladolid, consejero de Castilla, consejero de Estado, presidente del Consejo de Órdenes y del Consejo de Indias.
Dejó escritas varias obras de temática jurídica.
| Predecesor: Fadrique Enríquez de Rivera | Presidente del Consejo de Órdenes 1572 - 1579                        | Sucesor: Francisco Zapata y Cisneros |
| Predecesor: Juan de Ovando y Godoy      | Presidente del Consejo de Indias Junio de 1579 - noviembre de 1580 † | Sucesor: Hernando de Vega y Fonseca  |